# Wallace (kráter na Měsíci)

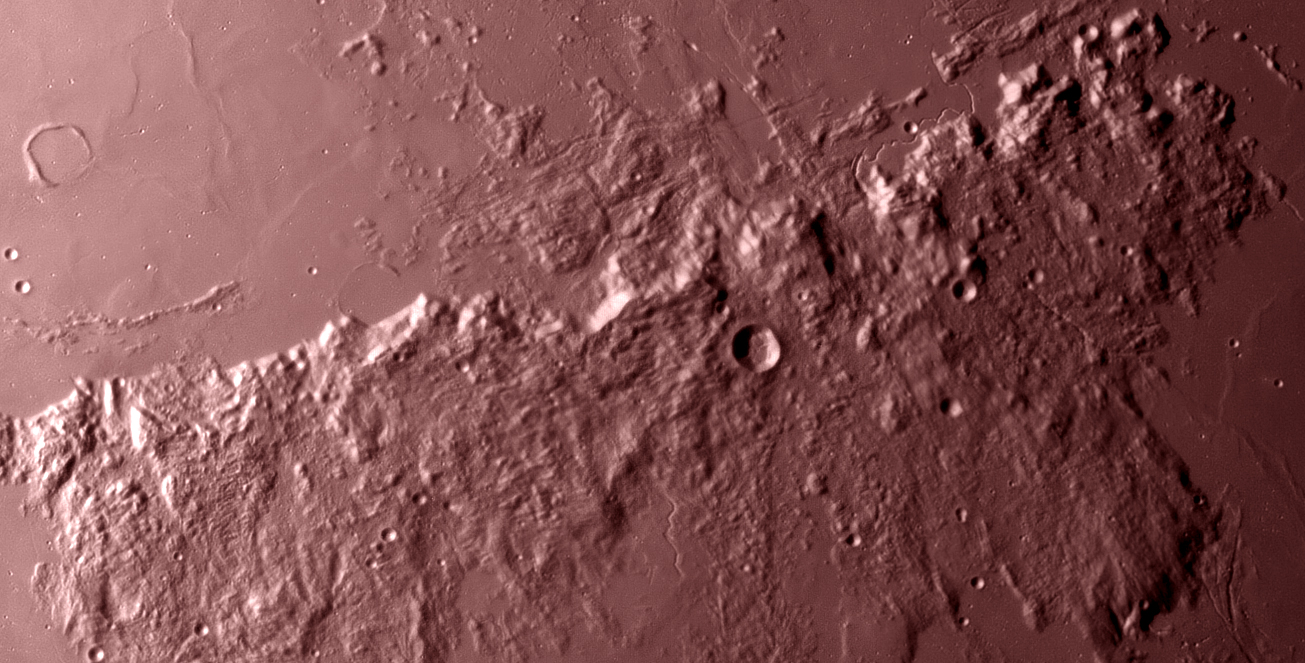
Kráter Wallace se nachází v levém horním rohu fotografie. Pohoří uprostřed je Montes Apenninus (Apeniny).

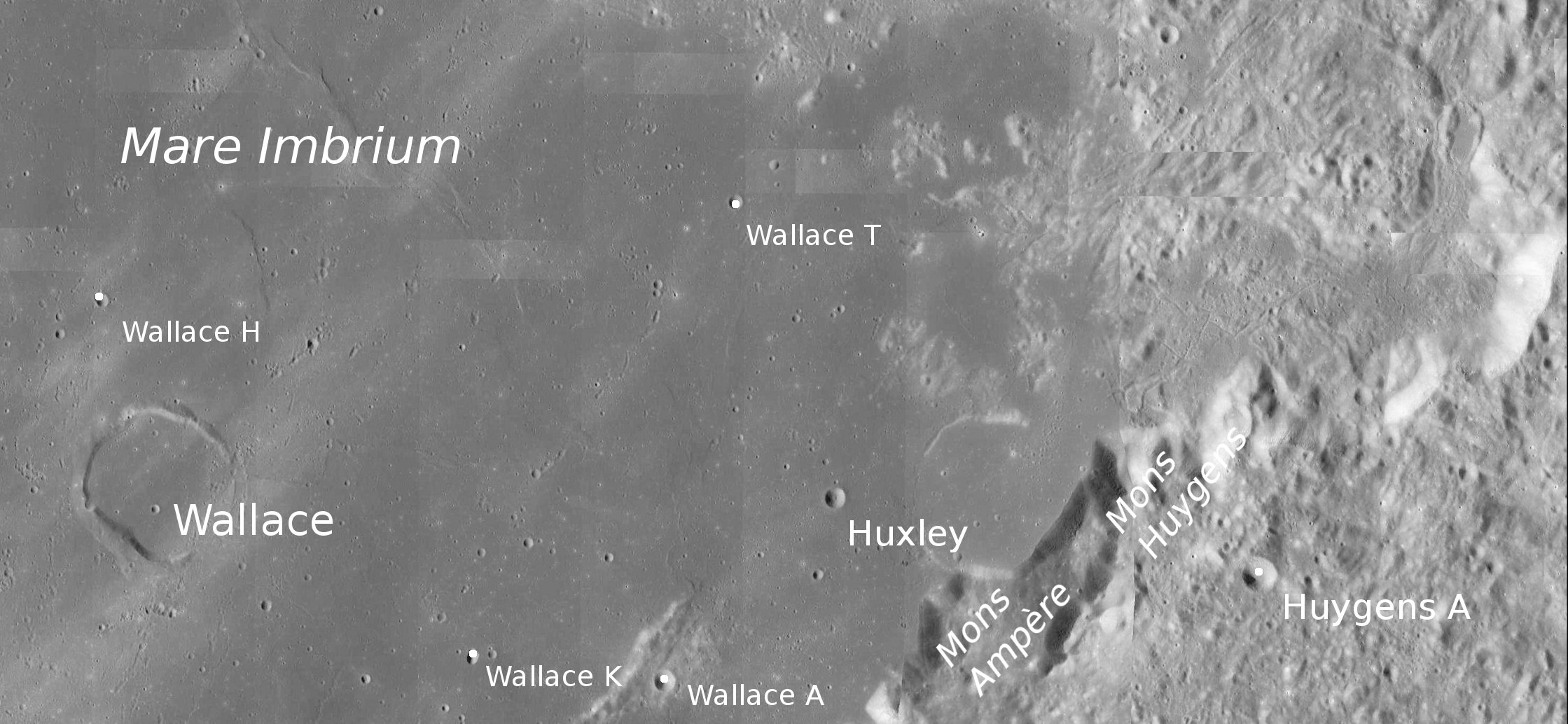
Poloha kráteru Wallace.

Názvem Wallace byly pojmenovány zbytky měsíčního kráteru zatopeného lávou nacházející se v jihovýchodní části Mare Imbrium (Moře dešťů) na přivrácené straně Měsíce. Kráter má průměr 26 km, pojmenován je podle britského přírodopisce a badatele Alfreda R. Wallace.
Východně od kráteru Wallace se zhruba na stejné rovnoběžce vypíná horský masiv Mons Huygens a blíže Mons Ampère v pohoří Montes Apenninus (Apeniny). Jihovýchodním směrem se nachází masiv Mons Wolff (rovněž v Apeninách). Severo-severovýchodně leží kráter MacMillan, severozápadně malý kráter Pupin.

## Satelitní krátery
V okolí se nachází několik sekundárních kráterů. Ty byly označeny podle zavedených zvyklostí jménem hlavního kráteru a velkým písmenem abecedy.
| Wallace | Sel. šířka | Sel. délka | Průměr |
| ------- | ---------- | ---------- | ------ |
| A       | 19,2° S    | 5,6° Z     | 4 km   |
| C       | 17,6° S    | 6,4° Z     | 5 km   |
| D       | 17,9° S    | 5,7° Z     | 4 km   |
| H       | 21,3° S    | 9,1° Z     | 2 km   |
| K       | 19,3° S    | 6,8° Z     | 3 km   |
| T       | 21,9° S    | 5,1° Z     | 2 km   |

Následující krátery byly přejmenovány Mezinárodní astronomickou unií:
- Wallace B na Huxley[3]